# 45e bataillon de chars de combat de la gendarmerie
Le 45e bataillon de chars de combat de la gendarmerie 45e BCCG) - également appelé 45e bataillon de chars de la gendarmerie (45e BCG) ou 45e bataillon de chars de combat (45e BCC)  est une unité blindée qui fut constituée en 1939 à partir du Groupe spécial de la garde républicaine mobile de Versailles-Satory.

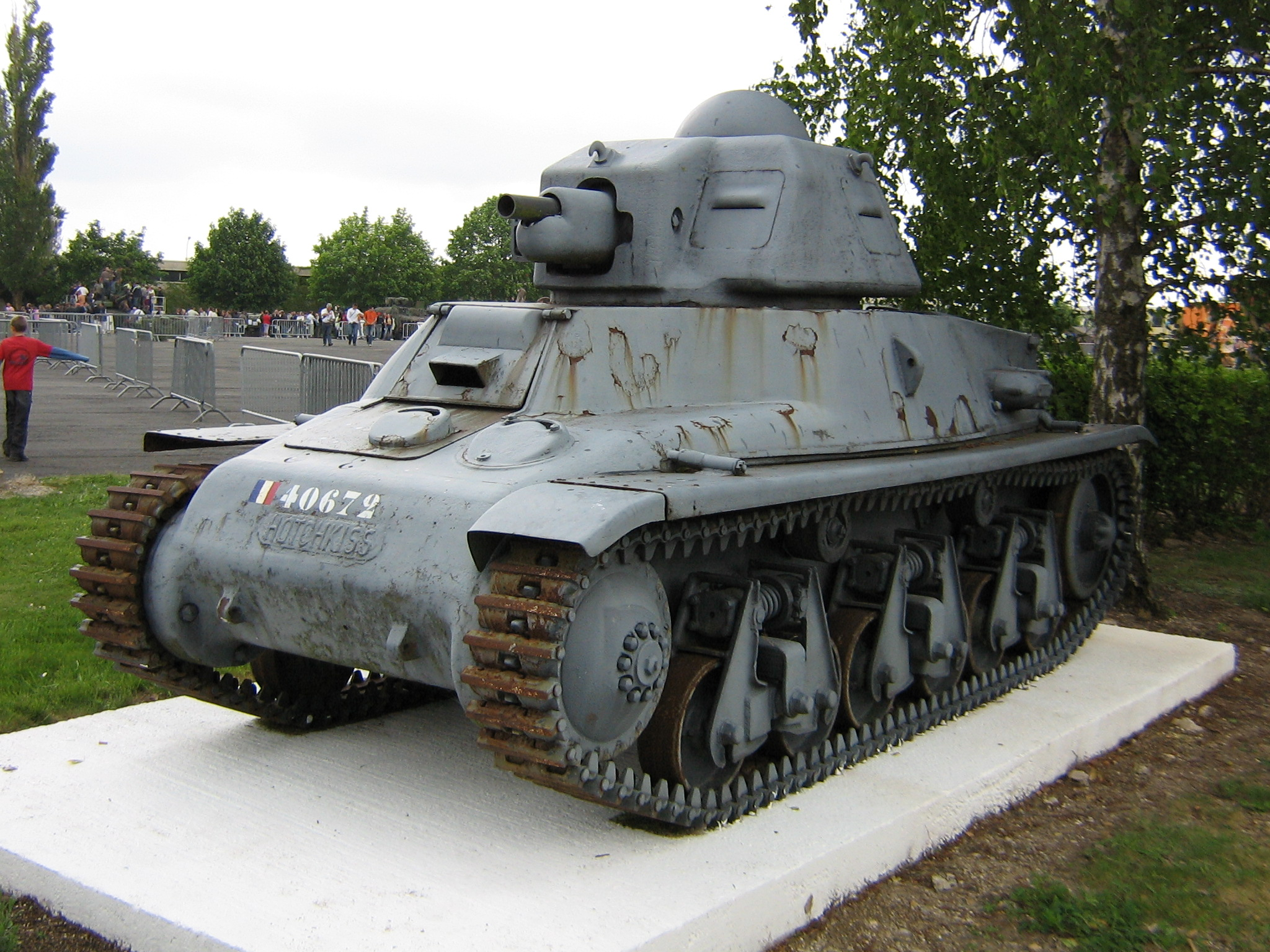
Char Hotchkiss H39 au camp de Mourmelon

Lors de la campagne de France en 1940, l'unité fut engagée à plusieurs reprises dans de violents combats lors de la Percée de Sedan et supporta de lourdes pertes. Elle fut dissoute après l'armistice.

## Historique

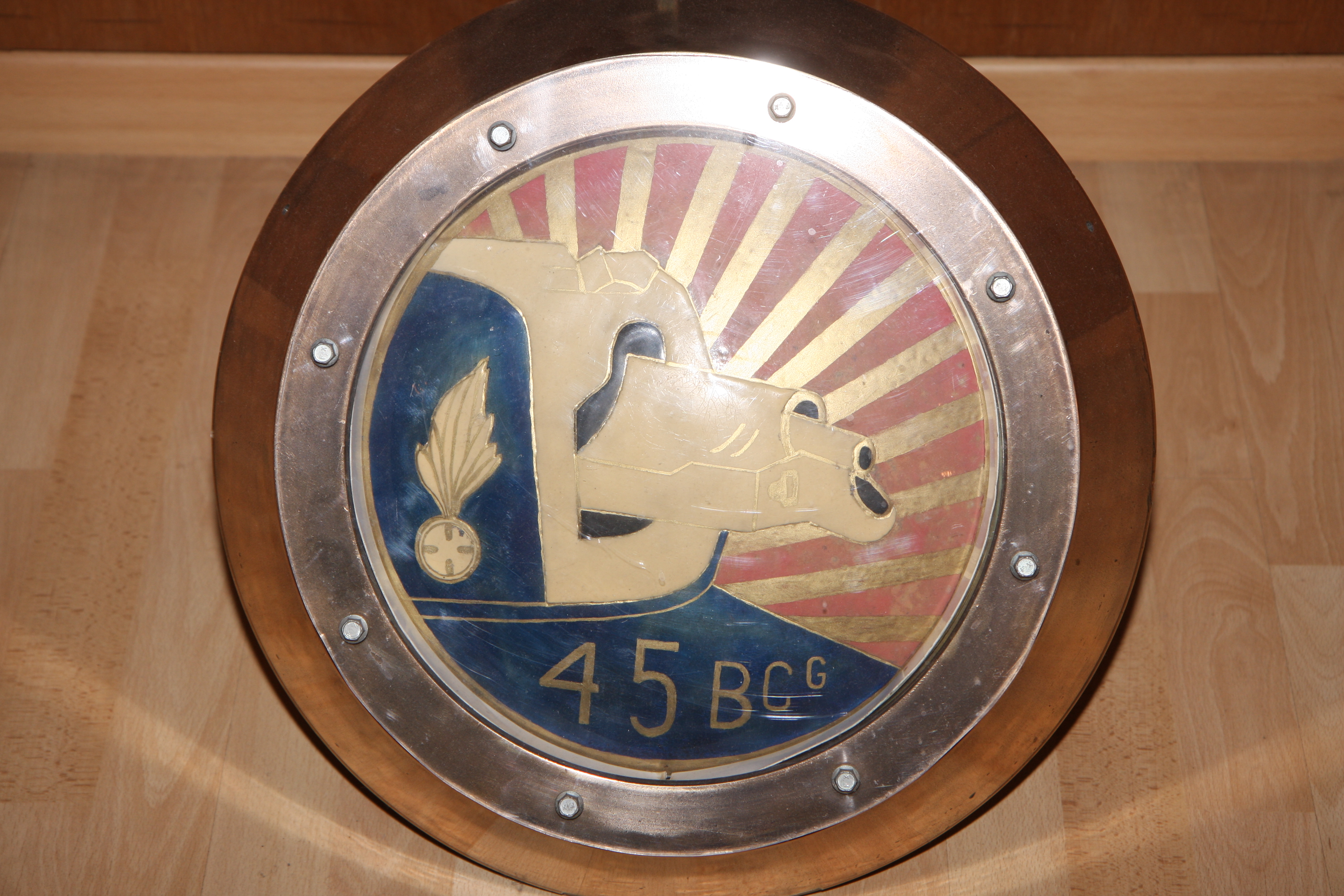
Insigne du 45e BCG - Salle de traditions de Satory

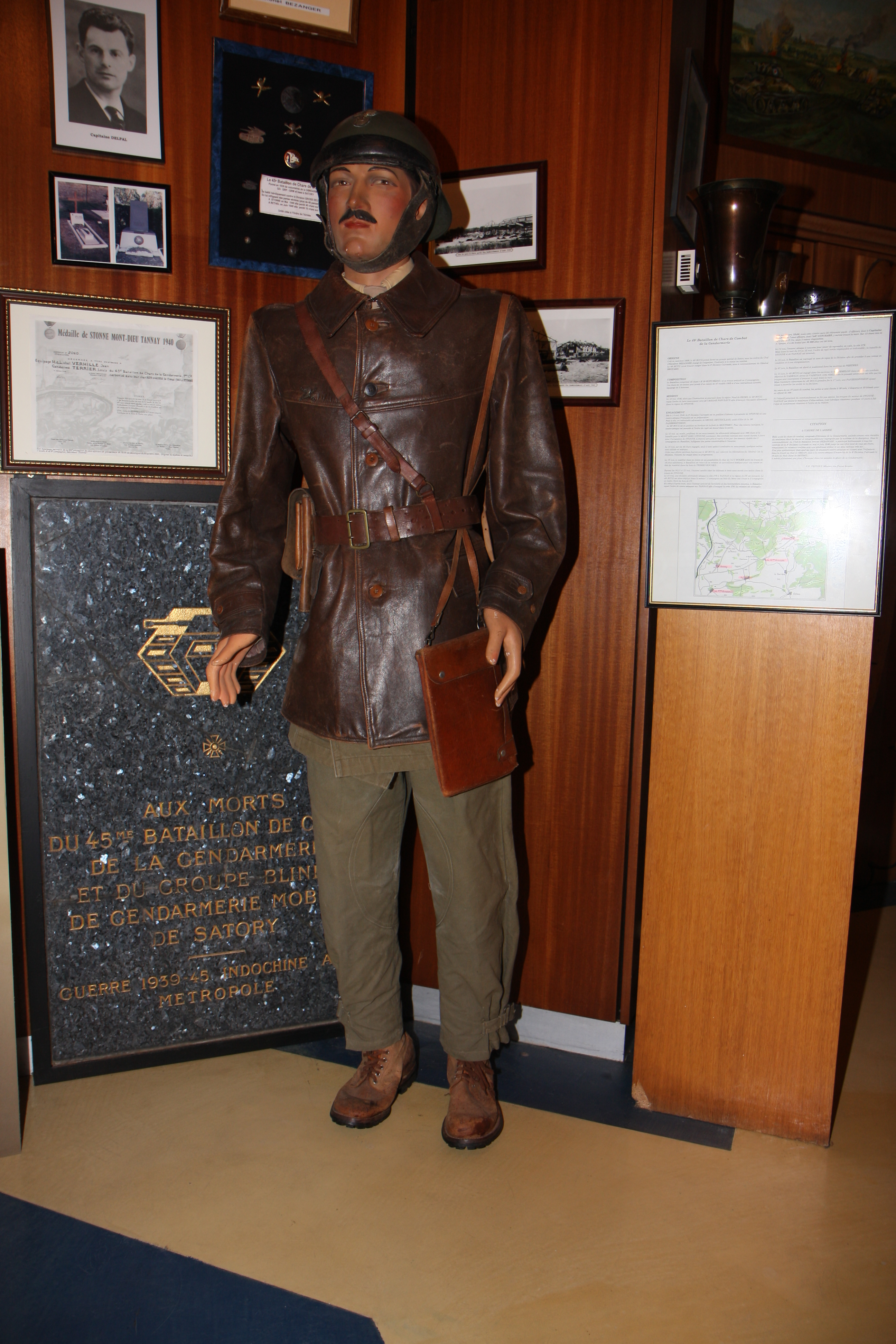
Tankiste du 45e BCCG - Salle de traditions de Satory

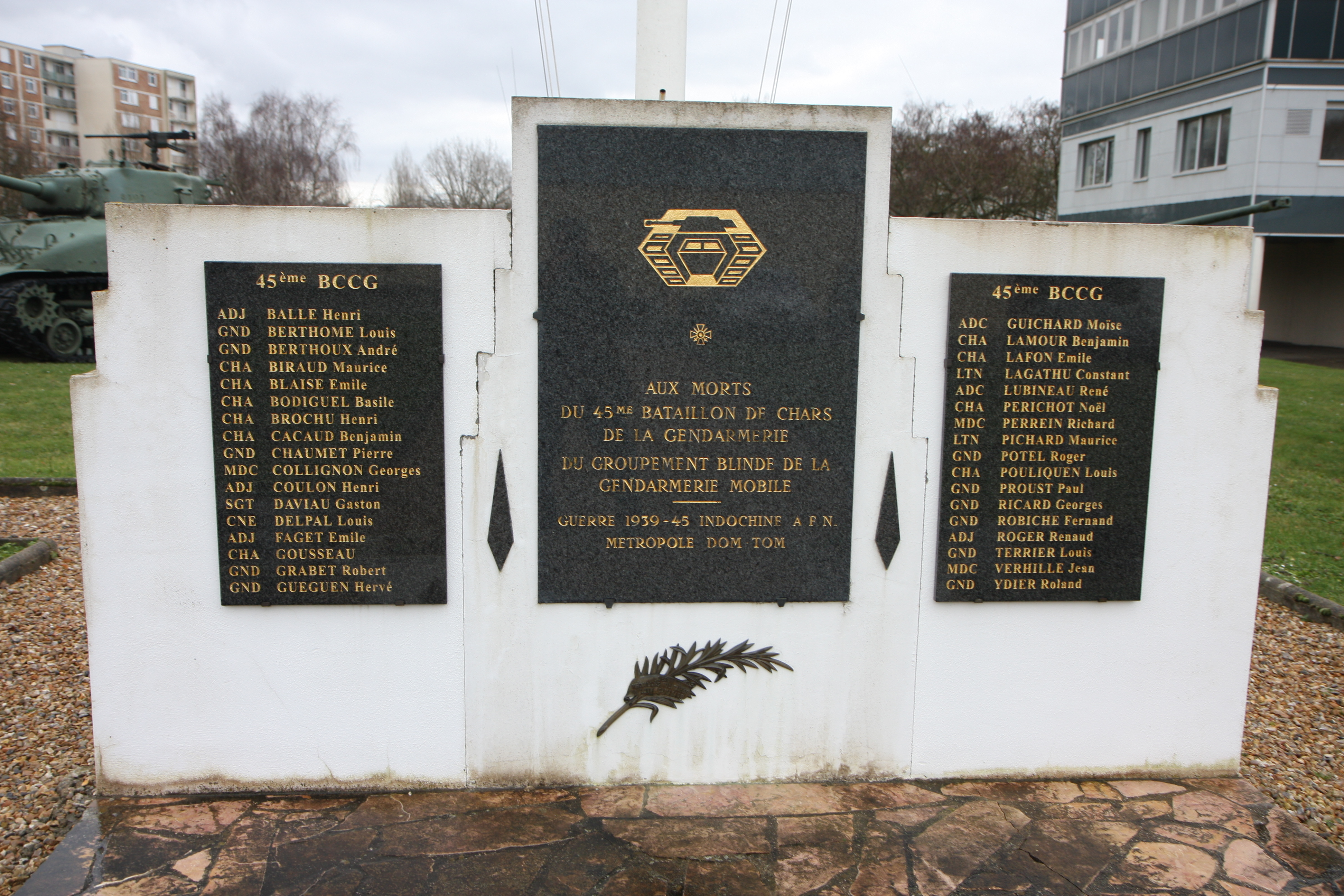
Plaque commémorative à Satory

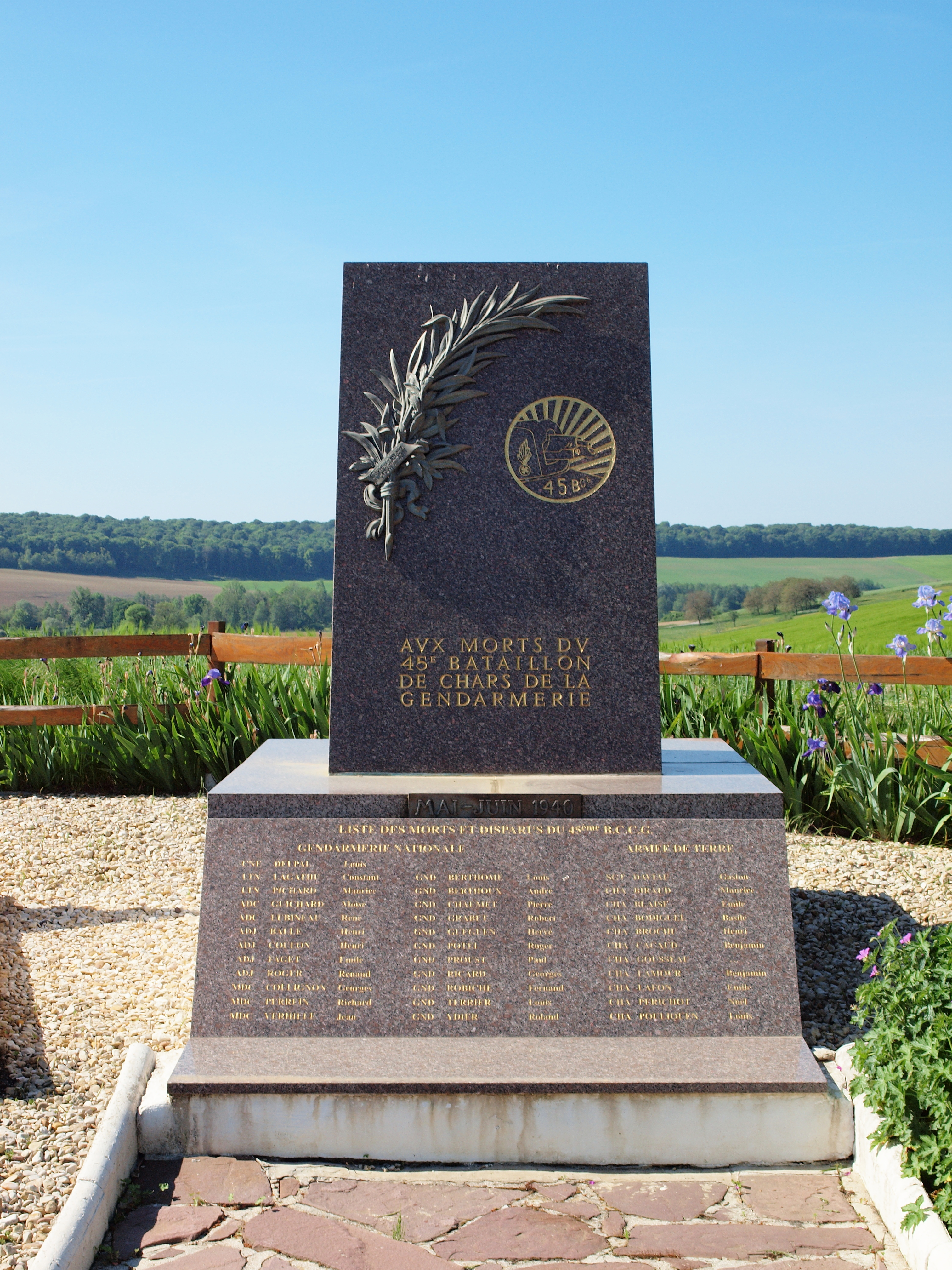
Mémorial de Sy.

Un groupe spécial autonome est formé en 1933 au sein de la garde républicaine mobile (GRM).
Composée d’un état major, de deux compagnies de chars Renault Renault FT et d’une compagnie d’automitrailleuses Panhard Schneider P16 (Citroën-Kégresse), cette unité constitue une réserve gouvernementale mais elle reçoit également une mission d'instruction. Ses compagnies participent également aux services ordinaires de maintien de l’ordre ainsi qu'aux autres missions de la GRM.
Le 1er avril 1934, il prend le nom de groupe spécial blindé de garde républicaine mobile et il est rattaché à la 1re légion de garde républicaine mobile.
Lors de la mobilisation, de nombreux officiers, gradés et gendarmes ou gardes rejoignent les formations de l'armée de terre. Mais comme aucune formation de la gendarmerie n'avait combattu en unité constituée pendant la Première Guerre mondiale, la gendarmerie souhaite voir créer une unité combattante formée de ses personnels et combattant sous son drapeau.
Afin de ne pas désorganiser davantage les formations de la garde républicaine mobile, il est décidé de faire appel à du personnel de l'Arme mais de les compléter avec des effectifs de l'armée de terre.
Créé le 13 novembre 1939 à la suite d'une directive ministérielle du 26 octobre 1939, le 45e BCCG est constitué de militaires volontaires en provenance du groupe spécial de Satory et de l'armée de terre, notamment du 505e régiment de chars de combat de Vannes.
Il compte 21 officiers, 276 sous-officiers et 269 caporaux et chasseurs, soit un effectif total de 566 hommes sous le commandement du chef d'escadron de gendarmerie Bézanger.
Équipé de chars légers Hotchkiss H39, le 45e BCCG est engagé dans les Ardennes au sein de la 7e demi-brigade de chars légers de la 3e division cuirassée, commandée par le général Buisson.
Il combat contre le régiment Grossdeutschland de la 10. Panzer-Division devant Sy et Stonne pendant 4 jours à partir de la nuit du 13 au 14 mai, perdant 40 chars sur 45.
Les combats sont parmi les plus acharnés de la campagne de France.
Le village de Stonne lui-même changera de camp dix-sept fois.
C'est un succès défensif pour les Français, mais une victoire opérationnelle des Allemands, qui écartent la menace sur le flanc de leur axe d'attaque principal.
Reconstitué, le 45e BCCG est engagé à nouveau les 23 et 24 mai à Tannay contre le 102e régiment d'infanterie allemand.
De nouveau reconstitué, il combat enfin du 10 au 17 juin dans la région de Perthes et, après que tous ses chars ont été détruits ou endommagés, est encerclé par une Panzerdivision à Tavernay (Saône-et-Loire) lors de son repli vers Autun.
Il aura perdu 30 tués, 4 disparus et 59 blessés en 37 jours de combat.
Après sa dissolution, une partie de ses effectifs retourne à Satory », une autre partie sera intégrée dans l'escadron de Saint-Amand-Montrond de la Garde (formation qui remplacera partiellement la garde républicaine mobile après la dissolution imposée par les Allemands à la suite de l'armistice).
Le 45e bataillon de chars a été cité à l'ordre de l'armée le 17 novembre 1947 et un monument commémoratif a été inauguré le 23 mai 1959 à Sy (Ardennes) pour perpétuer son souvenir.
Texte de la citation du 45e BCCG à l'ordre de l'armée : 
« Belle unité de chars de combat composée d'éléments de la gendarmerie, animés comme cette dernière du sentiment élevé du devoir, remarquablement imprégnés par la noblesse de la discipline. Sous le commandement du chef de bataillon Bézanger, a participé brillamment à tous les combats de la 3e division cuirassée, en mai et juin 1940, jusqu'au sacrifice total de tous ses chars remplissant les missions confiées avec une ingénieuse ardeur et un sens technique très sûr. S'est plus spécialement distinguée, au cours de plusieurs contre-attaques en liaison avec l'infanterie, dans la trouée au sud de Sedan. A mérité pleinement une place d'honneur dans les annales de gloire de la gendarmerie »
Une plaque commémorative se trouve au quartier Moncey du Groupement blindé de gendarmerie mobile (GBGM), à Satory (voir illustration ci-contre). Le GBGM perpétue également le souvenir du 45e BCCG dans sa salle de traditions.
Le 19 janvier 1971, deux quartiers du camp de Satory seront baptisés en l'honneur du capitaine Louis Delpal et de l'adjudant-chef Moïse Guichard, tombés lors des combats de 1940.
La 130e promotion de l'Académie Militaire de la Gendarmerie Nationale, baptisée "Ceux de Stonne", rend hommage au 45e BCCG.